# Ihor Rasorjonow
Ihor Rasorjonow (ukrainisch Ігор Разорьонов, engl. Transkription Ihor Razoryonov; * 25. März 1970 in Krasnyj Lyman) ist ein ukrainischer Gewichtheber.

## Karriere
Rasoronjows internationale Karriere begann mit der Teilnahme an den Europameisterschaften 1993 in Sofia, wo er im 2. Schwergewicht bis 108 kg mit einer Zweikampfleistung von 405,0 kg (180,0/225,0 kg) den sechsten Platz belegte. Der Erstplatzierte Tymur Tajmasow erzielte 427,5 kg. Bereits zur Weltmeisterschaft im selben Jahr konnte sich Rasorjonow auf 415,0 kg (185,0/230,0 kg) steigern und gewann damit Bronze hinter Tajmasow mit 420,0 kg und Stefan Botew mit 417,5 kg.
Auch bei der EM 1994 und der WM 1995 konnte Rasorjonow in Vorbereitung auf seine ersten Olympischen Spiele 1996 in Atlanta sehr gut abschneiden und wurde mit 402,5 kg (182,5/220,0 kg) Dritter bzw. Erster mit 417,5 kg (190,0/227,5 kg). Die Olympischen Spiele selbst beendete er jedoch unplatziert, nachdem er im Reißen an seinem Anfangsversuch von 187,5 kg scheiterte und danach nicht mehr antrat. Olympiasieger wurde Tajmasow mit 430,0 kg, vor Sergei Syrzow und Nicu Vlad mit jeweils 420,0 kg.
Seinen nächsten internationalen Wettkampf bestritt Rasorjonow erst 1998 in der neuen Gewichtsklasse bis 105 kg Körpergewicht. Die Weltmeisterschaften in Lahti beendete er mit einem Zweikampfergebnis von 422,5 kg (190,0/232,5 kg) als Erster, vor Cui Wenhau mit 420,0 kg und Denis Gotfrid mit 415,0 kg. Bei den Weltmeisterschaften im darauffolgenden Jahr blieb er erneut unplatziert, nachdem er dreimal an seiner Einstiegslast von 190,0 kg im Reißen scheiterte.
Im Alter von 30 Jahren trat Rasorjonow zu seinen zweiten Olympischen Spielen an. In Sydney konnte er seinen Anfangsversuch im Reißen von 192,5 kg erst im Zweitversuch einbringen und scheiterte im Drittversuch an 195,0 kg. Trotzdem lag er nach dem Reißen mit 2,5 kg Vorsprung an erster Stelle. Im Stoßen sicherte er sich mit 227,5 kg ein Zweikampfergebnis von 420,0 kg ab und steigerte dann auf 232,5 kg, welche im Nachhinein Gold bedeutete hätten, an denen er aber zweimal scheiterte und somit Vierter wurde. Sieger wurde Hossein Tavakoli mit 425,0 kg, vor Alan Zagaew mit 422,5 kg und Said Saif Asaad, der wie Rasorjonow 420,0 kg hob, aber leichter war.
Im neuen Olympischen Zyklus setzte Rasorjonow seine Erfolgsserie fort und konnte bei der WM 2001 in Antalya mit 417,5 kg (187,5/230,0 kg) den dritten Platz hinter Wladimir Smorchkow mit 422,5 kg und Bunyami Sudas mit 420,0 kg belegen. 2003 gewann Rasorjonow mit einer persönlichen Bestleistung von 425,0 kg (192,5/232,5 kg) die Europameisterschaften in Loutraki vor Zagaew und Smorchkow.
Zu den Olympischen Spielen 2004 in Athen konnte Rasorjonow seine Medaillenchancen letztendlich verwirklichen und gewann mit 420,0 kg (190,0/230,0 kg) im Zweikampf Silber hinter Dmitri Berestow mit 425,0 kg und vor Gleb Pissarewski mit 415,0 kg. Im letzten Stoßversuch scheiterte Rasorjonow an 235,0 kg, was aufgrund des geringeren Körpergewichts Gold bedeutet hätte. Ursprünglich belegte der Ungar Ferenc Gyurkovics mit 420,0 kg den zweiten Platz, wurde aber nachträglich wegen Dopings disqualifiziert.

## Doping
2008 trat Rasorjonow nach vierjähriger Wettkampfpause erneut bei den Olympischen Spielen in Peking an und wurde zunächst mit 410,0 kg (187,0/223,0 kg) im Zweikampf Sechster. Er wurde jedoch disqualifiziert und erhielt eine Sperre, nachdem auch er positiv auf Nandrolon getestet wurde.

## Bestleistungen
- Reißen: 192,5 kg in der Klasse bis 105 kg bei den Olympischen Spielen 2000 in Sydney
- Stoßen: 232,5 kg in der Klasse bis 105 kg bei der Weltmeisterschaft 1998 in Lahti
- Zweikampf: 425,0 kg (192,5/232,5 kg) in der Klasse bis 105 kg bei den Europameisterschaften 2003 in Loutraki